# استان گانگوون (کره شمالی)
استان گانگوون یا کانگوون (کره‌ای: 강원도) یک استان در کشور کره شمالی است که در جنوب‌شرق این کشور (شرق شبه‌جزیره کره) واقع شده‌است.
استان قدیم گانگوون در پی تقسیم کره به دو کشور کره جنوبی و کره شمالی، به دو نیمهٔ هم‌نام تقسیم شده‌است. قسمتی که در کره جنوبی واقع شده دارای شهرهای اصلی این استان تاریخی، منجمله دو مرکز اداری سنتی آن بود (شهرهای وون‌جو و چونچون). برای همین، دولت کره شمالی، مرزهای نیمهٔ این استان در حاکمیت خویش را گسترش داد و شهر بندری استراتژیک وون‌سان را از استان هامگیونگ جنوبی به این استان انتقال داد. از سال ۱۹۴۶ میلادی به این سو، شهر وون‌سان مرکز اداری استان استان گانگوون در کره شمالی می‌باشد.  مرکز اداری این استان در کره جنوبی تا به امروز، شهر چونچون می‌باشد.

## خصوصیات
استان گانگوون ۱۱٬۱۸۲٫۱  کیلومترمربع مساحت و ۱٬۴۷۷٬۵۸۲ نفر جمعیت دارد.

## تاریخ
استان قدیمی گانگوون به شکل مدرن آن در ماه اوت ۱۸۹۶ میلادی تاسیس شد. این استان، در بدو تأسیس،  مساحتی معادل ۲۶٬۲۶۳٫۰ کیلومتر مربع داشت. در همان سال، مرکز اداری استان، از شهر وون‌جو به شهر چونچون منتقل شد.
پس از برقراری حاکمیت استعماری ژاپن بر کره در سال ۱۹۱۰ میلادی، این استان، بدون تغییر خاصی، ادامه یافت. علاوه بر نام رسمی کره‌ای آن، «گانگوون»، نام ژاپنی آن نیز (تلفظ ژاپنی همان نویسه‌های چینی بازتاب‌دهندهٔ نام این استان)، استان کوگِن (به ژاپنی: 江原道، برگردان به لاتین: Kōgen-dō) به رسمیت رسید. در تابعیت «گانگوون/کوگِن»، ۲۱ شهرستان قرار داشت:
| - اولجین/اوتچین (울진군، 蔚珍郡، Uljin-gun/Utchin-gun) - ایچون/ایسِن (이천군، 伊川郡، Ich'ŏn-gun/Isen-gun) - رینجه/رین‌تِئی (린제군، 麟蹄郡، Rinje-gun/Rintei-gun) - پیونگ‌چانگ/هئی‌شو (평창군، 平昌郡، P'yŏngch'ang-gun/Heishō-gun) - پیونگ‌گانگ/هئی‌کو (평강군، 平康郡، P'yŏnggang-gun/Heikō-gun) - تونگچون/تسوسِن (통천군، 通川郡، T'ongch'ŏn-gun/Tsūsen-gun) - جونگ‌سون/سئی‌زِن (정선군، 旌善郡، Chŏngsŏn-gun/Seizen-gun) - چوروون/تِتسوگِن (철원군، 鐵原郡، Ch'ŏrwŏn-gun/Tetsugen-gun) - چونچون/شون‌سِن (춘천군، 春川郡، Ch'unch'ŏn-gun/Shunsen-gun) - سامچوک/سانچوکو (삼척군، 三陟郡، Samch'ŏk-gun/Sanchoku-gun) - گانگ‌نونگ/کوریو (강릉군، 江陵郡، Kangnŭng-gun/Kōryō-gun) | - گوسونگ/کوجو (고성군، 通川郡، Kosŏng-gun/Kōjō-gun) - گیم‌هوا/کین‌کا (김화군، 金化郡، Kimhwa-gun/Kinka-gun) - وون‌جو/گِن‌شو (원주군، 原州郡، Wŏnju-gun/Genshū-gun) - هواچون/کاسِن (홍천군، 華川郡، Hwach'ŏn-gun/Kasen-gun) - هونگ‌چون/کوسِن (홍천군، 洪川郡، Hongch'ŏn-gun/Kōsen-gun) - هوئنگ‌سونگ/اوجو (횡성군، 橫城郡، Hoengsŏng-gun/Ōjō-gun) - هوئیانگ/وای‌یو (회양군، 楊口郡، Hoeyang-gun/Waiyō-gun) - یانگ‌گو/یوکو (양구군، 楊口郡، Yanggu-gun/Yōkō-gun) - یانگ‌یانگ/جویو (양양군، 襄陽郡، Yangyang-gun/Jōyō-gun) - یونگ‌وول/نِئیه‌تسو (영월군، 寧越郡، Yŏngwŏl-gun/Neietsu-gun) |

پس از استقلال کره از ژاپن در سال ۱۹۴۵ میلادی، این کشور به دو نیمه تقسیم شد. مرز بین دو کره در آن زمان، مدار ۳۸ درجه شمالی در نظر گرفته شده بود. این مدار از میان استان (تاریخی) گانگوون عبور می‌کند. در نتیجه استان گانگوون به نیمهٔ شمالی و نیمهٔ جنوبی تقسیم شد. شهرهای اصلی استان تاریخی گانگوون و مخصوصا دو مرکز اداری سنتی آن بود (شهرهای وون‌جو و چونچون) در جنوب مدار قرار گرفتند.
از مساحت حدودی ۲۶٬۲۶۳٫۰ کیلومتر مربع، ۱۳٬۱۶۴٫۷ کیلومتر مربع آن، در کره شمالی (۵۰٫۱٪ از آن)، و ۱۳٬۰۹۸٫۳ کیلومتر مربع آن، در کره جنوبی قرار گرفت (۴۹٫۹٪ از آن). از شهرستان‌های فوق‌الذکر، تمامی (یا بیشتر اراضی) ۱۱ عدد از آنان و بخش‌هایی از اراضی یکی دیگر، در حاکمیت کره شمالی قرار گرفتند. 
1. تمامی شهرستان ایچون
2. تمامی شهرستان پیونگ‌گانگ
3. تمامی شهرستان تونگچون
4. تمامی شهرستان چوروون
5. تمامی شهرستان گوسونگ
6. تمامی شهرستان گیم‌هوا
7. تمامی شهرستان هوئیانگ
8. تقریبا تمامی شهرستان هواچون
9. تقریبا تمامی شهرستان یانگ‌گو
10. نیمی از شهرستان رینجه، منجمله مرکز آن
11. نیمی از شهرستان یانگ‌یانگ، منجمله مرکز آن

- اراضی‌ای از شهرستان چونچون، که به شهرستان هواچون ضمیمه شدند.

در همین زمان، برای حل مشکل این‌که نیمهٔ شمالی استان گانگوون از داشتن مرکز اداری محروم بود، «شهرک چوروون» از شهرستان چوروون مستقل شده و به «شهر در سطح شهرستان» ارتقاء یافت. این شهر جدید به عنوان مرکز استان انتخاب شد. (مجموعا ۱ شهر و ۱۱ شهرستان)
در سپتامبر ۱۹۴۶ میلادی، در تابعیت اداره مدنی شوروی، دولت کمیته خلق کره شمالی دست به اولین دور از اصلاحات تقسیماتی در کره شمالی زد. استان گیونگ‌گی، که حدود ۱٬۹۳۳٫۱ کیلومتر مربع آن در شمال مدار ۳۸ درجه قرار داشت، منحل شده، و اراضی آن بین دو استان گانگوون و استان هوانگهه تقسیم شد. دو شهرستان ریونچون [련천군](به کره‌ای معیار جنوب: «یونچون» [연천군]) و یونگ‌پیونگ [영평군] (که خود، در سال ۱۹۴۵ میلادی، از اراضی نیمهٔ شمالی شهرستان پوچون تشکیل شده بود)، به استان گانگوون پیوستند. مساحتی حدود ۹۶۷٫۱ کیلومتر مربع (۵۰٪ مساحت بخش‌های منحل شدهٔ این استان).
در همان تاریخ، در شمال نیز، شهر وون‌سان و دو شهرستان آنبیون و مونچون به از استان هامگیونگ شمالی به گانگوون پیوستند. مرکز اداری استان گانگوون به شهر وون‌سان منتقل شد.
در همان تاریخ، شهر چوروون به «شهرک» تقلیل درجه یافته و ضمیمهٔ شهرستان چوروون شد.(مجموعا ۱ شهر و ۱۵ شهرستان)
در دسامبر سال ۱۹۴۶، شهرستان یونگ‌پیونگ منحل شده و به شهرستان ریونچون ضمیمه شد.(مجموعا ۱ شهر و ۱۴ شهرستان)
با تثبیت مرز نهایی بین دو کره در ماه‌های آخرین جنگ در طول سال ۱۹۵۲ میلادی، این موضوع که مرز بین دو کره در استان گانگوون، نسبت به پیش از جنگ، در منطقه‌ای بسیار شمالی‌تر از گذشته کشیده شده بود، قطعی شده بود. در پی این پروسه، استان (شمالی) گانگوون، حدود ۵٬۷۴۰٫۴ کیلومتر از وسعت خویش را از دست داد. از این اراضی از دست رفته، ۴٬۷۶۵٫۴ کیلومتر مربع از آن‌ (که متعلق به استان قدیمی گانگوون بود( ضمیمهٔ استان (جنوبی) گانگوون، و ۹۷۵٫۰ کیلومتر مربع ضمیمهٔ استان گیونگ‌گی شد. اراضی از دست رفته، شامل:
1. شهرستان هواچون (و مناطق ضمیمهٔ شدهٔ اصلاً از شهرستان چونچون)
2. شهرستان یانگ‌گو
3. بیشتر شهرستان رینجه (بجز یک روستا که با تأسیس شهرستان گومگانگ، به آن پیوست)
4. بیشتر شهرستان ریونچون (اراضی باقی‌ماندهٔ‌ آن، ضمیمهٔ شهرستان چوروون شد)
5. نیمی از شهرستان چوروون
6. نیمی از شهرستان گوسونگ
7. نیمی از شهرستان گیم‌هوا

در پی قطعی شدن مرز بین دو کره، در دسامبر سال ۱۹۵۲ میلادی، در کره شمالی، «قصبه» به‌عنوان یک واحد اداری بالکل منحل شد. در عوض، روستاهای کوچکتر و بزرگتر در جای‌جای کشور با هم تجمیع شده و وظایف اداری بیشتری به آن‌ها سپرده شد، و آن‌ها عملا به سطح سوم تقسیمات کشوری، مستقیما تابعهٔ شهرستان‌ها تبدیل شدند.
در همان تاریخ و در چهارچوب این پروسه، ۷ شهرستان جدید به شرح زیر در این استان تأسیس شدند.(مجموعا ۱ شهر و ۱۵ شهرستان)
شهرستان بوپدونگ: دو قصبهٔ منحل شده از شهرستان مونچون، قصبه‌های «پونگ‌سانگ» [풍상면] و «پونگهوا» [풍하면]، و قصبهٔ منحل شده از شهرستان ایچون، قصبهٔ «اونگتان» [웅탄면]، ادغام شده و شهرستان بوپدونگ را تشکیل دادند.
شهرستان پان‌گیو: ۳ قصبهٔ منحل شدهٔ «بانگ‌جانگ» [방장면]، «پان‌گیو» [판교면]، «راگیانگ» [락양면] از شهرستان ایچون، و بخش‌‌هایی از قصبه‌های منحل شدهٔ همسایه، ادغام شده و شهرستان پان‌گیو را تشکیل دادند.
شهرستان چونّه: ۱ شهرک و ۲۰ روستا؛ از قصبهٔ‌‌های منحل شدهٔ «اولّیم» [운림면]، «چونّه» [천내면]، «میونگ‌گوی» [명귀면] از شهرستان مونچون، ادغام شده و شهرستان چونّه را تشکیل دادند.
شهرستان سه‌پو: دو قصبهٔ منحل شده از شهرستان پیونگ‌گانگ، قصبه‌های «سه‌پو» [세포면] و «یوجین»  [유진면]، یه قصبهٔ منحل شده از شهرستان هوئیانگ، قصبهٔ «ران‌گوک» [란곡면]، و بخشی از قصبهٔ منحل شدهٔ «شین‌گوسان» [신고산면] از شهرستان آنبیون، ادغام شده و شهرستان سه‌پو را تشکیل دادند.
شهرستان گوسان: از شهرستان آنبیون،‌ اراضی دو قصبهٔ منحل شدهٔ «شین‌گوسان» [신고산면] و «سوگوانگسا» [석왕사면]، شامل ۲۶ روستا، جدا شده و شهرستان گوسان را تشکیل دادند.
شهرستان گوسونگ: قصبهٔ منحل شدهٔ «ریم‌نام» [림남면] از شهرستان تونگچون جدا شده و ضمیمهٔ شهرستان گوسونگ شدند.
شهرستان گومگانگ: ۱ شهرک و ۲۹ روستا؛ از قصبهٔ‌‌های منحل شدهٔ «نه‌گومگانگ» [내금강면]، «سادونگ» [내금강면]، «آنپونگ» [안풍면] از شهرستان هوئیانگ، اراضی باقی‌ماندهٔ شهرستان رینجه و بخشی از اراضی باقی‌ماندهٔ شهرستان یانگ‌گو (قصبهٔ منحل شدهٔ «سوئیپ» [수입면])، ادغام شده و شهرستان گومگانگ را تشکیل دادند.
در همان تاریخ و در چهارچوب این پروسه، شهرستان (شمالی) چوروون، چونکه بیشتر اراضی خود را از دست داده بود (این اراضی در جنوب مرز جدید بین دو کره افتادند)، منحل نشده اما دچار تحولات اساسی شد. ۴۱ روستا؛ از چهار قصبهٔ منحل شده از شهرستان چوروون، شامل «این‌موک» [인목면]، «بوک (شمالی)» [북면]، «ماجانگ» [마장면]، و «نه‌مون» [내문면]، به علاوهٔ دو قصبهٔ منحل شده از شهرستان ایچون، یعنی «آن‌هیوپ» [안협면] و «دونگ (شرقی)» [동면] و بخش‌هایی از «قصبهٔ (سابق) سو (غربی)» [서면]، به علاوهٔ بخش کوچکی از «قصبهٔ سابق سو (غربی)» از شهرستان پیونگ‌گانگ، به علاوهٔ بخش‌هایی از قصبه‌های «ساکنیونگ» [삭령면] و «سونام (جنوب‌غربی)» [서남면] از شهرستان ریونچون، به علاوهٔ مناطق کوچکی در منتهی‌الیه شرق شهرستان تازه‌تاسیس توسان در  استان هوانگهه که در شرق رود ریمجین قرار داشتند، در شهرستان چوروون ادغام شدند.
در همان تاریخ، شهرستان گیم‌هوا به «چانگدو» تغییر نام یافت.
با پایان جنگ کره در سال ۱۹۵۳ میلادی و امضای آتش‌بس بین کره شمالی و ایالات متحده آمریکا، مرز فوق‌الذکر و تغییرات تقسیماتی در کره شمالی عملا به رسمیت رسیدند. البته که دولت کرهٔ شمالی، رسما هنوز بر کل استان تاریخی گانگوون ادعا دارد.
در اکتبر ۱۹۵۴، شهرستان چانگدو تقسیم شده، و شهرستان گیم‌هوا مجددا تأسیس شد.(مجموعا ۱ شهر و ۱۶ شهرستان)
در سال ۱۹۷۲ میلادی، شهرستان مونچون منحل شده و اراضی آن بین شهرستان چونّه و شهر وون‌سان تقسیم شد. (مجموعا ۱ شهر و ۱۵ شهرستان)
در سال ۱۹۹۱ میلادی، مرزهای سابق «مونچون» دوباره احیاء شدند، اما مونچون به «شهر در سطح شهرستان» ارتقاء یافت. (مجموعا ۲ شهر و ۱۵ شهرستان)
در سال ۲۰۰۰ میلادی، به دلیل تغییرات جغرافیایی ناشی از ساخت سد ایمنام، تعداد ۷ روستا از شهرستان چانگدو جدا شده و به شهرستان گومگانگ پیوستند. با این تغییرات، شهرستان چانگدو مرز خود با کره جنوبی را از دست داد.
بین سال‌های ۲۰۰۲ تا ۲۰۲۴، بخش‌هایی از شهرستان گوسونگ و شهرستان گومگانگ رسما از استان گانگوون جدا شده و به عنوان منطقه توریستی کوه گومگانگ مدیریت شدند. هدف از این منطقه، ایجاد منطقهٔ ویژه اقتصادی-توریستی بود که شرکت‌های کره جنوبی، آزاد از قوانین و محدودیت‌های دولت کره شمالی می‌توانستند در امکانات و تأسیسات توریستی سرمایه‌گذاری کنند، و شهروندان کره جنوبی می‌توانستند هم محدودیت‌های دولت کرهٔ جنوبی، و هم محدودیت‌های کرهٔ شمالی را دور زده و به شمال سفر کنند. این منطقه از سال ۲۰۰۸ میلادی به بعد، پس از قتل «پارک وان‌جا»، رو به زوال رفت، و در نهایت در سال ۲۰۲۴ میلادی منحل شد.

## تقسیمات اداری
|                                 |                  |        |                               |                               |            |                      |             |  |  |  |
| نام                             | کره‌ای (چوسونگول) | هانجا  | برگردان لاتین (مک‌کیون–ریشاور) | برگردان لاتین (نظام اصلاح‌شده) | جمعیت-۲۰۰۸ | مساحت (کیلومتر مربع) | تراکم جمعیت |  |  |  |
| شهر مونچون (شهر در سطح شهرستان) | 문천시           | 文川市 | Munch'ŏn-si                   | Muncheon-si                   | ۱۲۲٬۹۳۴    | ۲۷۷٫۵                | ۴۴۳/۰       |  |  |  |
| شهر وون‌سان (شهر در سطح شهرستان) | 원산시           | 元山市 | Wŏnsan-si                     | WOnsan-si                     | ۳۶۳٬۱۲۷    | ۳۱۴٫۴                | ۱۱۵۵/۰      |  |  |  |
| شهرستان آن‌بیون                  | 안변군           | 安邊郡 | Anbyŏn-gun                    | Anbyeon-gun                   | ۹۳٬۹۶۰     | ۵۰۶٫۵                | ۱۸۵٫۵       |  |  |  |
| شهرستان ایچون                   | 이천군           | 伊川郡 | Ich'ŏn-gun                    | Icheon-gun                    | ۵۷٬۵۶۳     | ۶۰۳٫۲                | ۳۱۰٫۳       |  |  |  |
| شهرستان بوپدونگ                 | 법동군           | 伊川郡 | Pŏptong-gun                   | Beopdong-gun                  | ۳۵٬۱۱۹     | ۸۴۱٫۲                | ۴۱٫۷        |  |  |  |
| شهرستان پان‌گیو                  | 판교군           | 板橋郡 | P'an'gyo-gun                  | Pangyo-gun                    | ۴۷٬۰۳۱     | ۸۳۵٫۹                | ۵۶٫۳        |  |  |  |
| شهرستان پیونگ‌گانگ               | 평강군           | 平康郡 | P'yŏnggang-gun                | Pyeonggang-gun                | ۹۰٬۴۲۵     | ۷۸۸٫۱                | ۱۱۴٫۷       |  |  |  |
| شهرستان تونگچون                 | 통천군           | 通川郡 | T'ongch'ŏn-gun                | Tongcheon-gun                 | ۸۹٬۳۵۷     | ۵۹۴٫۸                | ۱۳۸٫۵       |  |  |  |
| شهرستان چانگدو                  | 창도군           | 昌道郡 | Ch'angdo-gun                  | Changdo-gun                   | ۵۱٬۳۱۹     | ۳۷۰٫۴                | ۱۳۸٫۶       |  |  |  |
| شهرستان چوروون                  | 철원군           | 鐵原郡 | Ch'ŏrwŏn-gun                  | Cheorwon-gun                  | ۶۲٬۴۱۸     | ۵۵۳٫۹                | ۹۴٫۶        |  |  |  |
| شهرستان چونّه                    | 천내군           | 川內郡 | Ch'ŏnnae-gun                  | Cheonnae-gun                  | ۸۵٬۱۲۳     | ۳۸۵٫۶                | ۲۲۰٫۸       |  |  |  |
| شهرستان سه‌پو                    | 세포군           | 洗浦郡 | Sep'o-gun                     | Sepo-gun                      | ۶۱٬۱۱۳     | ۹۵۶٫۱                | ۶۳٫۹        |  |  |  |
| شهرستان گوسان                   | 고산군           | 高山郡 | Kosan-gun                     | Gosan-gun                     | ۱۰۳٬۵۷۹    | ۴۳۰٫۷                | ۲۴۰٫۵       |  |  |  |
| شهرستان گوسونگ                  | 고성군           | 高城郡 | Kosŏng-gun                    | Goseong-gun                   | ۶۱٬۲۷۷     | ۸۵۸٫۶                | ۷۱٫۴        |  |  |  |
| شهرستان گومگانگ                 | 금강군           | 金剛郡 | Kŭmgang-gun                   | Geumgang-gun                  | ۵۴٬۲۱۱     | ۱٬۴۷۲٫۸              | ۳۶٫۸        |  |  |  |
| شهرستان گیم‌هوا                  | 김화군           | 金化郡 | Kimhwa-gun                    | Gimhwa-gun                    | ۵۶٬۵۴۱     | ۷۷۰٫۵                | ۷۳٫۴        |  |  |  |
| شهرستان هوئیانگ                 | 회양군           | 淮陽郡 | Hoeyang-gun                   | Hoeyang-gun                   | ۴۲٬۴۸۵     | ۶۲۱٫۹                | ۶۸٫۳        |  |  |  |